# Fagertjärnen (Norra Ny socken, Värmland)
Fagertjärnen är en sjö i Torsby kommun i Värmland och ingår i Göta älvs huvudavrinningsområde. Sjön är 8,3 meter djup, har en yta på 0,0319 kvadratkilometer och är belägen 375 meter över havet.